# Hans-Dieter Brüchert
Hans-Dieter Brüchert, född den 18 augusti 1952 i Jarmen, Tyskland, är en östtysk brottare som tog OS-silver i bantamviktsbrottning i fristilsklassen 1976 i Montréal.